# Faro Páramo
El faro Cabo Páramo es un faro no habitado de la Armada Argentina que se encuentra en la ubicación 53°09′00″S 68°13′00″O / -53.15000, -68.21667, se halla sobre la península del mismo nombre, constituye el extremo norte de bahía San Sebastián, a una distancia de 120 km al norte de la ciudad de Río Grande, en el Departamento Río Grande de la Provincia de Tierra del Fuego, Antártida e Islas del Atlántico Sur.
En el año 1923 se decidió que era conveniente instalar un faro en península El Páramo debido al incremento de los buques que operaban en la zona transportando cargas de los frigoríficos de Río Grande. El día 31 de marzo de 1924 fue librado al servicio. El faro consta de una torre troncopiramidal metálica, con una altura de 17,5 metros. Posee casilla acumuladores al pie. Desde 1998 funciona mediante energía solar fotovoltaica.